# 高樹あすか
高樹 あすか（たかぎ あすか、1991年1月23日 - ）は、日本のAV女優。LINX所属。

## 略歴・人物
群馬県出身。
趣味・特技は動物好き。
2019年8月、マドンナの専属女優としてAVデビュー。
専属出演は1作のみで、以降は企画単体女優として活動。

## 出演作品

### アダルトDVD
2019年
- 8年ぶりに味わうキス 高樹あすか 32歳 接吻まみれ…唾液まみれ…愛液まみれ… AVデビュー!!（8月25日、マドンナ）
- スカートの下はノーパンパンスト状態で授業終わりにやってきた淫乱現役女教師とホテルで密会AV出演（9月13日、溜池ゴロー）※「あすか」名義
- 顔出し解禁!! マジックミラー便 大手一流企業に勤めるインテリOLさん 仕事中に人生初の素股編 vol.02 ギンギンに勃起したデカチンを赤面まんコキ! 恥ずかしさと気持ちよさで濡れ出したエリートオマ○コにヌルっと挿入! in新宿&新橋 大手企業に勤務するインテリOL10人 10人全員SEXスペシャル!!（10月19日、ディープス）他出演:南沢ゆな、西宮紀香、加賀美まり、奏音かのん、白瀬ゆきほ ほか
- 満員バスで夫婦連れの奥さんのミニスカデカ尻に欲情して硬くなった僕のチ○ポ押し付けたら、旦那が横にいるドキドキスリルで発情した奥さんは思わずチ○ポを握りしめていた。その場でパンティずらして、こんな所で挿入していいいのかなー?!（10月24日、SWITCH）他出演:桜井萌、涼城りおな
- 妊娠したくてAVデビュー!! このまま妊娠せずに歳を取りたくないんです…（10月24日、Mr.michiru）※「あすか」名義
- 犯されて「イカセて下さい」と絶叫、ザーメンオナニーも止まらないどスケベ美人妻（10月25日、REAL）
- 肉棒奴隷美人姉妹 孕ませ生姦どんぶり（10月25日、AVS Collector's）共演:桜井萌
- フェチ人妻競泳水着逸楽 あすかの妄想願望（10月25日、Athlete）
- 敏感すぎてイくたびに寿命が縮まる僕の彼女 事務職7年目 高樹あすか28歳 イきすぎて…【素人四畳半生中出し】（11月7日、プラム）
- ド敏感妻イキまくり妊娠交尾（11月10日、ジュエル）※「佐野麻衣子」名義
- 父が出かけて2秒でセックスする母と息子（11月13日、ヴィーナス）
- 陰毛剃り上げ卑猥性器に特濃ザーメン連続発射!SEXを我慢出来ない快楽狂い熟れた女のカラダ（12月1日、美人魔女）
- 放っておかれたワタシの鬼イキ敏感クリトリス（12月7日、桃太郎映像出版）
- ザ・面接 VOL.164 夫も逃げる恥痴女 男を買っちゃうバツイチ姫 千人抱いたお姉様（12月30日（レンタル）/2020年2月28日（セル）、アテナ映像）他出演:神崎さりな、高峰あや、中村しおん、黒崎恵麻、真崎あやと、前田いろは、浅倉真凛

2020年
- 透 SUKESUKE 18 恥部上場! 日本SUKESUKE商事（1月3日、SUKESUKE）
- 乳首責め専門デリヘル嬢に騎乗位で生中出し 5（1月9日、Mr.michiru）他出演:岬あずさ、八乃つばさ、春菜はな、二宮和香、永瀬ゆい
- 定年退職してヒマになったドスケベ義父の嫁いぢり（1月13日、ヴィーナス）
- アクメ回数116回 10秒に1回イッちゃう超敏感女 早漏ボディのガチイキ痙攣美女（2月1日、OFFICE K'S）
- 「素股じゃなくて…入っちゃう…」 デリヘルの綺麗なお姉さんは、マ○コをチ○ポにヌルヌルと滑らせながら恥ずかしそうにそう言った…。 僕は初めての風俗で初めてのセックスをして、「気持ちよかった」って言ってくれた彼女に恋をしてしまったんだ。（2月1日、OFFICE K'S）他出演:中条カノン、深田えいみ
- 色白不貞妻と夫の父親 同窓会で昔の男と肉欲に溺れた若妻は、まだまだ性欲のある義父の肉欲処理を拒めない（3月12日、ヒビノ）
- 催眠連鎖II -承認欲求女NTR-（4月1日、催眠研究所別館）共演:ましろ杏
- 「おばさんの下着盗ってたの、キミ?」 「おばさんの下着だから欲しかったんです!」 若い男の子からそう言われた瞬間、忘れていた女の感情が…自分の下着に欲情してくれる若者チ○ポを思い通りに出来ることを想像するだけで興奮が止まらない。（5月29日、SCOOP）他出演:愛乃零、彩葉みおり、伊吹彩 ほか
- 「おばさんのお尻…好きなの?」 友達の母ちゃんに誘われてる!?三十路のエロ尻が男子を悩殺神展開に無我夢中で中出しSEX（6月12日、S級素人）他出演:彩葉みおり、今井ゆあ ほか
- 奥さん!!男子のセンズリ見てくれませんか?（6月26日、GIGOLO）他出演:杉咲しずか、朱果、愛乃零、伊吹彩、今井ゆあ、彩葉みおり ほか

### VR
2019年
- テニススクールで僕が教えてるお気に入りの人妻あすかさんの家で密着個人レッスン!! 回数を重ねる度に2人の距離も縮まりそのまま接吻不倫性交VR（11月1日、マドンナ）
- 酔っぱらった女上司を家に送ったら…食わずにはいられない（11月7日、4K VR）
- 欲求不満パート妻とカーセックス不倫VR 2 密室でチ○ポに飢えた同僚人妻と…。生々しい車内不倫の一部始終をバーチャル体験!!（12月6日、変態紳士倶楽部）

### アダルトサイト
2019年
- マジ軟派、初撮。 1406 ガード固めの美人OLを必死に口説き落とし軽くおっぱいを触るとビクビク体を震わせて感じまくり!背中をなでればすっかりとろけてにおま○こも知らないうちに大洪水!（10月31日、ナンパTV）※「あすか」名義

2020年
- #748 Asuka（2月17日、S-Cute）
- あすかさん（5月15日、ワンチャンすこすこ.com）